# 1524
1524 (MDXXIV) a fost un an bisect al calendarului iulian, care a început într-o zi de vineri.

## Nașteri
- Selim al II-lea, fiul sultanului Suleyman si al lui Hurrem (d. 1574)

## Decese
- 20 iulie: Claude a Franței, 24 ani, soția lui Francisc I al Franței (n. 1499)
- 24 decembrie: Vasco da Gama, explorator portughez din perioada Marilor descoperiri, care a descoperit calea maritimă dintre Europa și India (n. 1460/1469)